# Pleurocera alveare
Pleurocera alveare é uma espécie de gastrópode,  da família Pleuroceridae.
É endémica dos Estados Unidos da América.